# Jean-Yves-Marie Tourbin
Jean-Yves-Marie Tourbin est un auteur-compositeur-interprète français de musique celtique.
Converti au catholicisme à l'âge de 34 ans, son œuvre fait écho à la nouvelle évangélisation voulue par le pape Jean-Paul II.

## Œuvre

### Disque compact
- 1980 : Gayan
- 1985 : Le Triomphe de la Croix
- 1988 : Marie, seule espérance des hommes
- 1993 : Le Rosaire chanté
- 1995 : France fille aînée de l´Église
- 1995 : Tutti uniti - En l'honneur de Notre-Dame Miraculeuse des Roses
- 1997 : Doux Christ sur la Terre
- 1997 : Jean-Yves-Marie Tourbin chante Saint Louis-Marie Grignion de Montfort (volumes 1 et 2)
- 1999 : L'Église, espérance du monde
- 2002 : Pêcheurs d'hommes
- 2004 : Les Mystères lumineux chantés
- 2004 : Jean-Yves-Marie Tourbin chante Saint Louis-Marie Grignion de Montfort (volume 3)
- 2004 : Les Mystères lumineux chantés
- 2006 : Comment aimer Dieu, résolutions du Bienheureux Julien Maunoir
- 2006 : Marie Mère des Pauvres
- 2006 : Le Troubadour de l'Évangile
- 2015 : Le Crédo chanté
- 2017 : Dieu est là

#### DVD
- 2009 : La Dernière Place
- 2015 : Le Crédo chanté
- 2017 : Dieu est là